# Ferreira do Alentejo
Ferreira do Alentejo là một huyện thuộc tỉnh Beja, Bồ Đào Nha. Huyện này có diện tích 646 km², dân số thời điểm năm 2001 là 9010 người.